# جوزف سوندرز
جوزف سوندرز (به انگلیسی: Joseph Saunders) (زاده ۱۹۴۲) کارآفرین، بانکدار و مدیر ارشد اجرایی آمریکایی است، که اکنون به‌عنوان رییس هیئت مدیره شرکت ویزا کارت فعالیت می‌نماید.
وی پیش از این در فاصله سال‌های ۲۰۰۵ تا ۲۰۰۷ مدیر عاملی شرکت واشینگتن میچوال را برعهده داشت.